# Bruno Vicente
Bruno Leonardo Vicente (Cruzeiro do Sul, 18 febbraio 1989) è un calciatore brasiliano, centrocampista svincolato.

## Carriera
Nato a Cruzeiro do Sul Vicente iniziò la sua carriera nelle giovanili del Figueirense.
Nel 2008 passa al Campo Grande che lo gira in prestito al Treviso, club con cui fa il suo esordio da professionista il 25 aprile 2009 nella sfida contro la Triestina vinta (1-0) dai veneti.
Gioca poi con le maglie di Portogruaro e Padova dove segna il suo primo gol da professionista l'11 settembre 2010 nella sfida contro la Reggina vinta (4-0) dai biancoscudati; quest'ultima lo manda in prestito a Como e Botev Vraca, club della massima divisione bulgara.
Il 26 luglio 2013 passa al Parma a titolo definitivo, nell'operazione che ha portato Francesco Modesto all'ombra del santo. Successivamente il 9 agosto, il Parma lo gira in prestito al Gorica, formazione della massima serie slovena.
Il 1º luglio 2014 torna a Parma per fine prestito, rimanendo però fuori rosa.
Dopo il fallimento del club ducale rimane svincolato. Il 30 luglio 2015 si accasa all'Akragas, diventando il primo brasiliano nella storia del club siciliano. Il 28 settembre del 2016 viene acquistato dall' A.S. Melfi sul mercato svincolati. Dopo un buon campionato personale il Melfi retrocede e fallisce ripartendo dai dilettanti così la stagione successiva il calciatore accetta di tornare all'Akragas in Serie C. Dopo la prima parte di stagione con i siciliani, nel gennaio 2018 viene ingaggiato dalla Juve Stabia,, con la quale nel maggio 2019 ottiene la promozione in serie B, dopo la vittoria del girone C della serie C. Dopo la promozione, continua in gialloblù in serie B fino a gennaio, ma non trovando poi tanto spazio finisce lì la sua avventura in terra campana con la sua seconda vittoria del campionato italiano di serie C, così il 18 gennaio 2020 passa a difendere i colori rossoblu del Catania calcio facendo così il suo ritorno in Sicilia, il suo ritorno a Catania è buono fin quando il campionato non vieni fermato dalla pandemia, in seguito con il cambio società esce un po’ dei piani della nuova società rossoblu, rimanendo però a Catania fino a gennaio 2021 quando viene acquistato dal Renate. Dopo due ottimi campionati con la Casertana 2021-2022 e il Matera 2022-2023. Il 31 agosto 2023 a sorpresa rescinde il contratto con la società calcistica, annunciando di voler ritornare in patria, il Brasile, dove manca assiduamente dal 2008 e forse dare l'addio al calcio con un post sul social (istagram).

## Statistiche

### Presenze e reti nei club
Statistiche aggiornate al 31 agosto 2023.
| Stagione           | Squadra            | Campionato         | Campionato | Campionato | Coppe nazionali | Coppe nazionali | Coppe nazionali | Coppe europee | Coppe europee | Coppe europee | Altre coppe | Altre coppe | Altre coppe | Totale | Totale |
| Stagione           | Squadra            | Comp               | Pres       | Reti       | Comp            | Pres            | Reti            | Comp          | Pres          | Reti          | Comp        | Pres        | Reti        | Pres   | Reti   |
| ------------------ | ------------------ | ------------------ | ---------- | ---------- | --------------- | --------------- | --------------- | ------------- | ------------- | ------------- | ----------- | ----------- | ----------- | ------ | ------ |
| 2008-2009          | Treviso            | B                  | 1          | 0          | CI              | 0               | 0               | -             | -             | -             | -           | -           | -           | 1      | 0      |
| 2009-2010          | Portogruaro        | 1D                 | 25         | 0          | CI-LP           | 0               | 0               | -             | -             | -             | SdL-1D      | 2           | 0           | 27     | 0      |
| 2010-2011          | Padova             | B                  | 11+2       | 1+0        | CI              | 0               | 0               | -             | -             | -             | -           | -           | -           | 13     | 1      |
| 2011-2012          | Como               | 1D                 | 16         | 0          | CI+CI-LP        | 0+1             | 0               | -             | -             | -             | -           | -           | -           | 17     | 0      |
| 2012-2013          | Botev Vraca        | A-PFG              | 21         | 0          | CB              | 0               | 0               | -             | -             | -             | -           | -           | -           | 21     | 0      |
| 2013-2014          | Gorica             | 1. SNL             | 21         | 0          | CS              | 4               | 0               | -             | -             | -             | -           | -           | -           | 25     | 0      |
| 2014-2015          | Parma              | A                  | 0          | 0          | CI              | 0               | 0               | -             | -             | -             | -           | -           | -           | 0      | 0      |
| 2015-2016          | Akragas            | LP                 | 26         | 1          | CI-LP           | 5               | 0               | -             | -             | -             | -           | -           | -           | 31     | 1      |
| sett. 2016-2017    | Melfi              | LP                 | 28+2       | 2          | CI-LP           | -               | -               | -             | -             | -             | -           | -           | -           | 30     | 2      |
| 2017-gen.2018      | Akragas            | C                  | 17         | 0          | CI-C            | 1               | 0               | -             | -             | -             | -           | -           | -           | 18     | 0      |
| Totale Akragas     | Totale Akragas     | Totale Akragas     | 43         | 1          |                 | 6               | 0               |               | -             | -             |             | -           | -           | 49     | 1      |
| gen-giu.2018       | Juve Stabia        | C                  | 14+3       | 0          | CI-C            | -               | -               | -             | -             | -             | -           | -           | -           | 17     | 0      |
| 2018-2019          | Juve Stabia        | C                  | 26         | 0          | CI+CI-C         | 1+2             | 0               | -             | -             | -             | SC-C        | 1           | 0           | 30     | 0      |
| 2019-gen. 2020     | Juve Stabia        | B                  | 0          | 0          | CI              | 0               | 0               | -             | -             | -             | -           | -           | -           | 0      | 0      |
| Totale Juve Stabia | Totale Juve Stabia | Totale Juve Stabia | 40+3       | 0          |                 | 3               | 0               |               | -             | -             |             | 1           | 0           | 47     | 0      |
| gen.-giu. 2020     | Catania            | C                  | 9+2        | 0          | CI-C            | 1               | 0               | -             | -             | -             | -           | -           | -           | 12     | 0      |
| 2020-gen. 2021     | Catania            | C                  | 3          | 0          | CI              | 1               | 0               | -             | -             | -             | -           | -           | -           | 4      | 0      |
| Totale Catania     | Totale Catania     | Totale Catania     | 12+2       | 0          |                 | 2               | 0               |               | -             | -             |             | -           | -           | 16     | 0      |
| gen.-giu. 2021     | Renate             | C                  | 6+4        | 0          | CI              | -               | -               | -             | -             | -             | -           | -           | -           | 10     | 0      |
| 2021-2022          | Casertana          | D                  | 29         | 3          | CI-D            | -               | -               | -             | -             | -             | -           | -           | -           | 29     | 3      |
| 2022-2023          | Matera             | D                  | 30         | 0          | CI-D            | -               | -               | -             | -             | -             | -           | -           | -           | 30     | 0      |
| Totale carriera    | Totale carriera    | Totale carriera    | 296        | 7          |                 | 16              | 0               |               | -             | -             |             | 3           | 0           | 315    | 7      |

## Palmarès
- Lega Pro Prima Divisione: 1

Portogruaro: 2009-2010
- Coppa di Slovenia: 1

Gorica: 2013-2014
- Serie C: 1

Juve Stabia: 2018-2019 (girone C)